# Paweł Kukiz

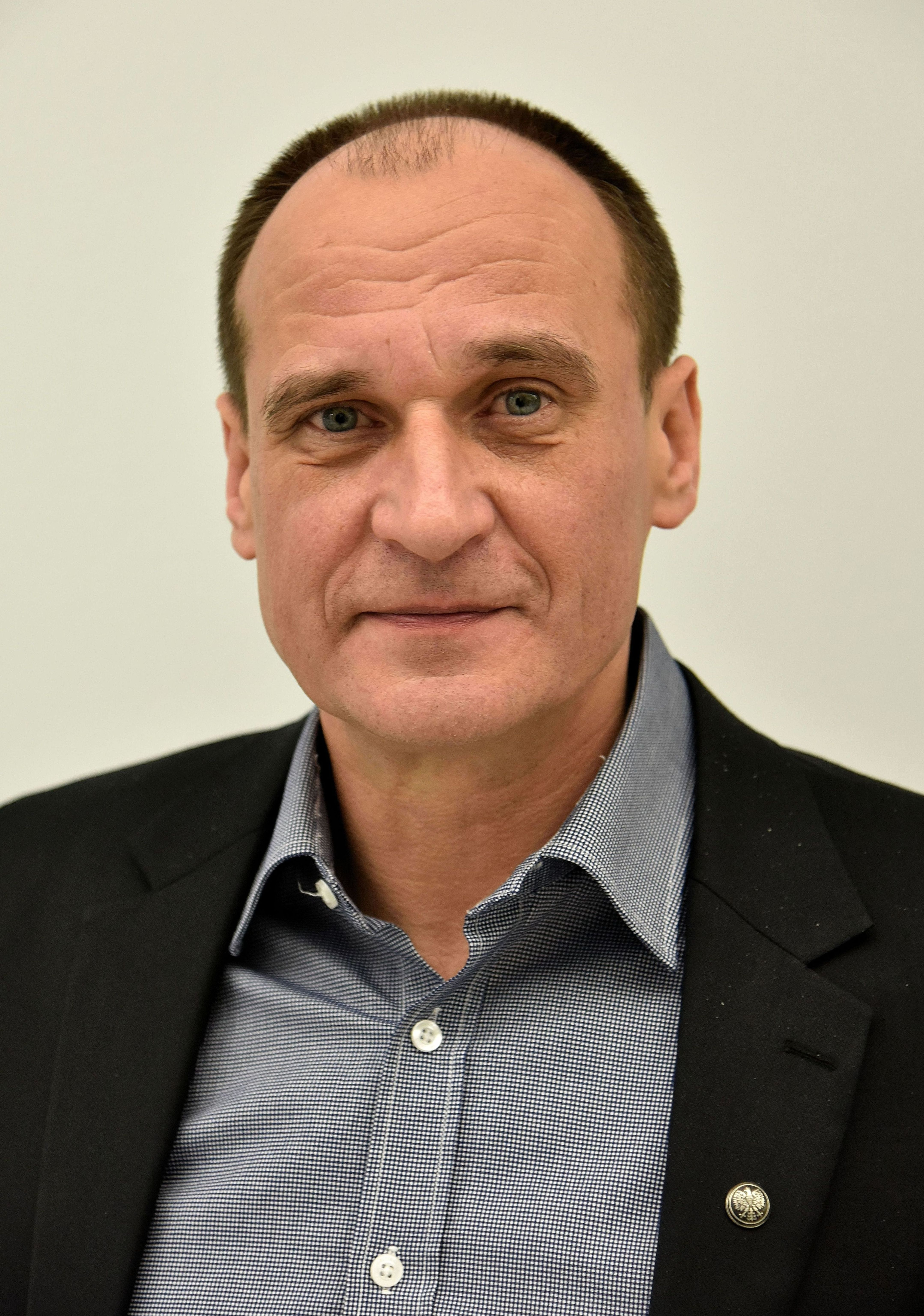
Paweł Kukiz (2016)

Paweł Piotr Kukiz (Paczków, 24 juni 1963) is een Pools politicus, zanger en acteur. Hij is leider van de politieke beweging Kukiz'15, die in de Sejm vertegenwoordigd is. Bij de Poolse presidentsverkiezingen 2015 kreeg Paweł Kukiz 21% van de stemmen.

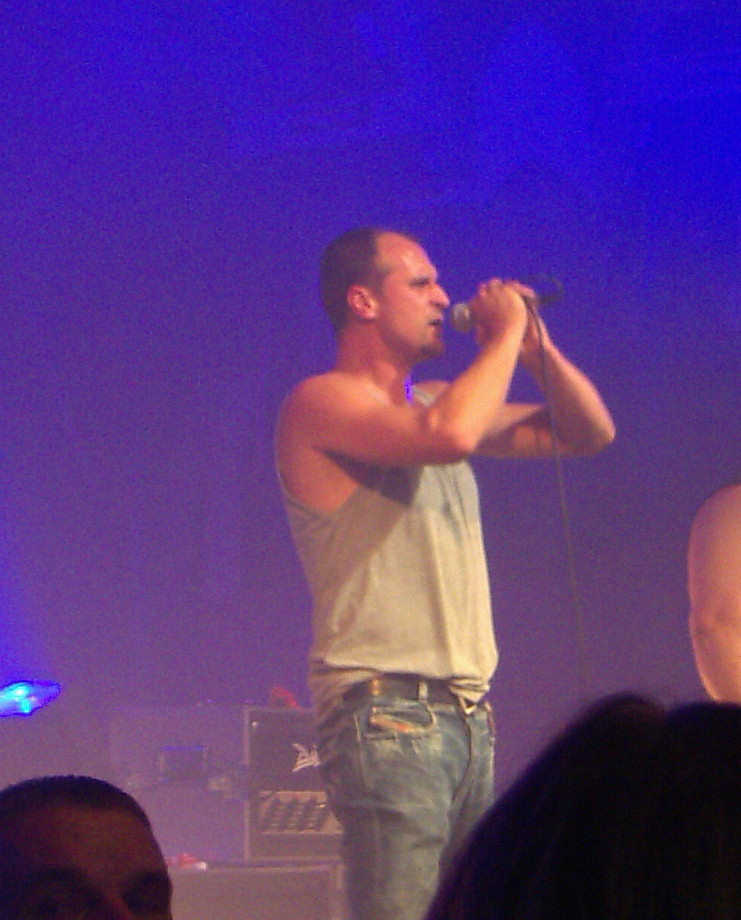
Kukiz als zanger (2007)

Kukiz was sinds de jaren 80 van de 20ste eeuw actief als muzikant. Vanaf 1984 was hij leider van de groep Piersi (vertaald: De borsten), later werd de naam gewijzigd in Kukiz i Piersi. Als soloartiest en in samenwerking behaalde hij enkele gouden platen.
Bij de presidentsverkiezingen van 2015 kwam hij onverwacht als derde uit de bus. Hoewel hij geen politieke partij wilde oprichten deed hij toch mee aan de verkiezingen voor het parlement.
- Gemeinsame Normdatei: 1078115443
- International Standard Name Identifier: 0000 0001 3015 0470
- Library of Congress Control Number: n2016011378
- MusicBrainz: 9da412dd-3286-4306-af13-d9e0291d0e5f
- Nationale Bibliotheek van Polen: a0000002905695
- Virtual International Authority File: 302304759
- WorldCat: E39PBJp63qKWTVj9M9FPkJ9xDq